# Zbrodnia w Markowej (powiat podhajecki)
Zbrodnia w Markowej – masowy mord dokonany przez nacjonalistów ukraińskich w nocy z 15 na 16 stycznia 1944 roku na polskich mieszkańcach wsi Markowa, położonej w powiecie podhajeckim województwa tarnopolskiego, podczas niemieckiej okupacji tych ziem. Zamordowano według różnych ocen od 29 do 57 Polaków, głównie mężczyzn.

## Przed zbrodnią
Przed wojną Markowa była wsią z przewagą ludności ukraińskiej nad polską. W 1931 roku wieś liczyła 280 gospodarstw i 1164 mieszkańców. 
Od maja 1942 roku proboszczem miejscowej parafii rzymskokatolickiej był ks. Mikołaj Ferens (lub Ferenc) posiadający opinię osoby nastawionej ugodowo wobec Ukraińców. Duchowny przechowywał na plebanii Żydówkę Ewę Trauenstein-Turzyńską, którą przedstawiał otoczeniu jako swoją siostrę, i jej nieletniego syna Leona Trauensteina, którego nauczył służenia do mszy.

## Przebieg napadu
W nocy z 15 na 16 stycznia 1944 do Markowej przyjechało co najmniej 50 uzbrojonych Ukraińców. Intruzi wdzierali się do wybranych polskich domów i zabijali przeważnie mężczyzn. Kobiety mordowano jedynie w przypadku stawiania oporu. Uśmiercano głównie za pomocą siekier i noży pomimo posiadania broni palnej. Zdaniem Komańskiego i Siekierki sprawcy obawiali się, że huk wystrzałów zaalarmuje Niemców stacjonujących w Zawałowie.
Wśród napastników rozpoznano kilku miejscowych Ukraińców. Według akt Prokuratury Wojewódzkiej we Wrocławiu napadem dowodził Włodzimierz Kuczma, który był policjantem ukraińskim w Hucie Nowej.

### Zabójstwo ks. Mikołaja Ferensa
Gospodyni księdza Eugenia Stefanowska (osoba narodowości ukraińskiej), usłyszawszy odgłosy napadu, weszła do sypialni księdza i zaproponowała, by się ukrył. Duchowny odmówił i pozostał w łóżku. Po pewnym czasie napastnicy zaczęli dobijać się do plebanii. Wyłamali drzwi toporem i wdarli się do budynku. Oprócz gospodyni świadkiem zabójstwa księdza była Ewa Trauerstein-Turzyńska. Obie kobiety otrzymały cios pałką. Stefanowska udawała nieżywą (została ciężko ranna), a Trauerstein-Turzyńską zaciągnięto do kuchni i związano. Sprawcy zignorowali błaganie ks. Ferensa o darowanie życia. Leżąc w łóżku otrzymał on trzy postrzały w pierś oraz cięcie siekierą w szyję na głębokość 8 cm ponosząc śmierć na miejscu.
Na plebanii zamordowano również bezdomnego mężczyznę, któremu ksiądz udzielał gościny. Sprawcy chcieli zabić także Leona Trauensteina, lecz nie mogli go znaleźć i odeszli.

## Liczba ofiar
Pierwsze doniesienia o zbrodni mówiły o około 30 ofiarach śmiertelnych. Proboszcz sąsiedniej parafii Huta Nowa, ks. Antoni Kania wysłał 4 lutego 1944 roku do lwowskiej kurii imienną listę 31 zabitych, wraz z wyszczególnieniem obrażeń każdej osoby. Według Damiana Markowskiego liczba zabitych wyniosła co najmniej 29 Polaków, w tym dwie kobiety. 
Zdaniem Henryka Komańskiego i Szczepana Siekierki oraz Grzegorza Motyki w Markowej zamordowano tej nocy 57 osób.

## Dalsze wydarzenia
Według świadków Niemcy pojawili się w Markowej 16 stycznia 1944 i robili zdjęcia pomordowanych. Byli obecni w Markowej także w dniu pogrzebu i również fotografowali.
Pogrzeb ofiar odbył się 29 stycznia 1944 i zgromadził około 3 tysiące Polaków, także z sąsiednich wsi. Przybyło nań, według różnych wersji, od 6 do 8 księży. Ks. Kania chciał pochować zabitych w jednej zbiorowej mogile, ale nie zgodzili się na to Ukraińcy. Ostatecznie ofiary spoczęły w czterech osobnych mogiłach na cmentarzu w Markowej.
Po śmierci ks. Ferensa opiekę nad Ewą Trauerstein-Turzyńską i jej synem przejął ks. Kania.
Miejscowy ksiądz greckokatolicki Mychajło Szczurowski, z którym ks. Ferens był w dobrych stosunkach, wstrząśnięty mordem odwołał procesję z okazji Jordanu i 30 stycznia 1944 ogłosił z ambony, że opuszcza Markową, ponieważ nie chce umierać "wśród bandytów". 
Mord w Markowej, który był jednym z pierwszych masowych mordów ukraińskich nacjonalistów na Polakach w Małopolsce Wschodniej, przyczynił się do sterroryzowania okolicznej ludności polskiej, która w panice opuściła swoje domy.